# Russische grootlandschappen

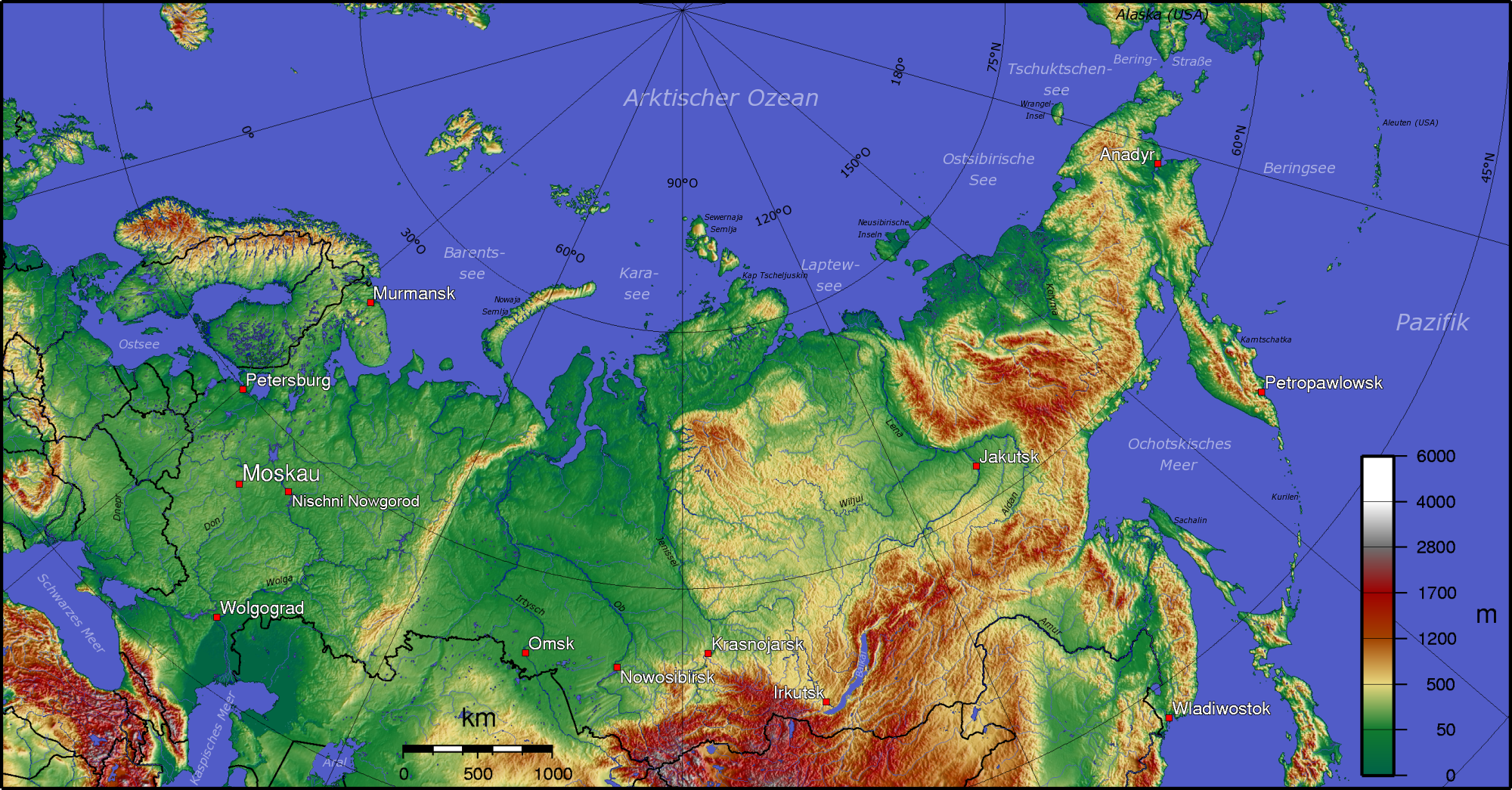
Geografie van Rusland

Russische grootlandschappen is de benaming voor acht grote en aaneensluitende landschapsvormen binnen het in Europa en Azië liggende Rusland, naar oppervlakte het grootste land op aarde, die het land geografisch het meest duidelijk onderverdelen. 

## Geografie
De noordelijke Russische grootlandschappen, die vaak gekenmerkt worden door de aanwezigheid van permafrost, strekken zich geheel (Noord-Siberisch en Oost-Siberisch Laagland) of deels (bijvoorbeeld het Midden-Siberisch en Oost-Siberisch Bergland) uit over de poolcirkel en zijn gericht op de randzeeën van de Noordelijke IJszee.
Aan het westelijkste Russische Grootlandschap; het enorme Russisch Laagland (ook wel Oost-Europees Laagland), dat doorloopt tot ver in de Oost-Europese landen, sluiten verschillende Oost-Europese bergruggen, plateaus en laagvlakten aan. In het zuidwesten grenst deze grootste Russische landschapsvorm aan de kustgebieden van de Zwarte en Kaspische Zee en daartussen aan de Kaukasus.
De Grootlandschappen grofweg gelegen in het midden van het land (West-Siberisch Laagland, Midden-Siberisch Bergland en Centraal-Jakoetische Vallei), sluiten in het zuidwesten aan op de Kazachse Steppe en in het zuiden op de Zuid-Siberische Gebergtes, een van de acht Russische Grootlandschappen, die verder zuidelijk bijvoorbeeld in de steppen van het Chinese Dzjoengarije overgaat en in vele Aziatische hooggebergten.
Het oostelijkste Russische grootlandschap; het Oost-Siberisch Bergland, in Oost-Siberië en het Russische Verre Oosten, sluit in het zuidoosten aan op de Grote Oceaan, in het bijzonder aan haar randzeeën, in het uiterste oosten van Rusland aan de Beringstraat en in het noorden aan de Noordelijke IJszee.

## Indeling
In West-Oostelijke richting kan Rusland worden opgedeeld in de volgende grootlandschappen:
1. Russisch Laagland of Oost-Europees Laagland, ten westen van het gebergte de Oeral;
2. West-Siberisch Laagland, ten oosten van de Oeral;
3. Noord-Siberisch Laagland, ten zuiden van de Noordelijke IJszee;
4. Midden-Siberisch Bergland, tussen de Jenisej en de Lena;
5. Zuid-Siberische Gebergtes, in het zuiden van Rusland, met name Siberië;
6. Centraal-Jakoetische Vallei, in het gemeenschappelijke stroomgebied van de Lena en de Viljoej;
7. Oost-Siberisch Bergland, meerdere op elkaar volgende gebergten ten oosten van de Lena;
8. Oost-Siberisch Laagland, ten zuiden van de Oost-Siberische Zee.

## Landschapsbeeld
De acht Russische grootlandschappen bestaan hoofdzakelijk uit laagvlaktes, plateaus, gebergtes en valleien, waarbinnen zich weer veel andere landschapstypen bevinden zoals bekkens, bergruggen, landruggen, valleien, meren, slenken en moerassen.
Vaak worden deze grootlandschappen doorsneden door vele stromen en rivieren en gedeeltelijk zijn ze zeer bosrijk. Enkele belangrijke rivieren zijn de Amoer, Irtysj, Jenisej, Lena, Ob en Wolga die samen met hun buitenlands gelegen gedeelten, die daar soms andere namen dragen, behoren tot de langste rivieren van de aarde.
Ook enkele van de hierbinnen liggende meren behoren tot de grootste der aarde: de Kaspische Zee, het grootste meer ter wereld naar oppervlakte, ligt gedeeltelijk in Rusland en het Baikalmeer is naar volume het grootste meer en bovendien het diepste meer ter wereld. Het Ladogameer is verder het grootste meer van Europa naar oppervlakte. Naast deze natuurlijk ontstane meren zijn er ook talrijke kunstmatig ontstane stuwmeren, waarvan het Stuwmeer van Samara naar oppervlakte het derde van de wereld is en het Stuwmeer van Bratsk naar volume het derde van de wereld.

## Binnengrenzen in Eurazië
Dwars door de Russische grootlandschappen loopt tussen het Oost-Europees Laagland en het West-Siberisch Laagland het gebergte de Oeral, dat als niet exact vastgelegde kunstmatige grens het continent Eurazië doormidden deelt in Europa en Azië.

## Bewoning
Voornamelijk Europees Rusland en gedeeltelijk het centrale gedeelte van het land is sterk bewoond en gevormd door mensen, waardoor vele plaatsen, steden en agglomeraties ontstonden, alsook industriecentra met gedeeltelijk ook uitgestrekte infrastructuur als straten, wegen, spoorlijnen, fabrieken en vlieglijnen, waar een groot scala aan economische activiteiten ontstonden en nog steeds ontstaan. De grootste stad is de hoofdstad Moskou, die tevens wordt gezien als een wereldstad.
Het grotendeels vlakke noorden en het grotendeels bergachtige oostelijke en zuidoostelijke deel van Rusland wordt niet of nauwelijks bewoond en is door de zware klimatologische omstandigheden en de ondoordringbare landschapsvormen slechts moeilijk economisch in cultuur te brengen.